# Гелааджо Джегі
Гелааджо Джегі (*д/н —бл. 1718) — сатігі (імператор) держави Фута-Торо в 1710—1718 роках.

## Життєпис
Походив з династії Даніанке. Молодший син сатігі Гелааджо Табари II. Про молоді роки обмаль відомостей. 1709 року після повалення його зведеного брата Самби Донде виступив про сатігі Бубакара Сіре, якого 1710 року повалив, захопивши трон.
В подальшому вимушений був боротися проти свого небіжа Буубу Мууси. 1716 року у війну втрутився бубакар сіре, що привів марокканських найманців. Зрештою 1718 року Гелааджо Джегі за невідомих обставин зазнав поразки й був повалений.